# Elle (pronombre)

Símbolo del género no binario, propuesto como alternativa a los símbolos masculino (♂) y femenino (♀).

Elle (en plural, elles) es un pronombre personal no normativo en español propuesto para referirse a la tercera persona, pero sin identificar un género gramatical, a diferencia de los pronombres tradicionales él/ella y, sus plurales, ellos/ellas.
El objetivo de este término propuesto es identificar y nombrar a personas de identidades de género fuera del binarismo masculino-femenino (personas no binarias, transgénero o tercer sexo) sin asignarles forzosamente un género gramatical, como se afirma que hacen los pronombres tradicionales. El uso de «elle» también permitiría identificar a personas en situaciones donde el género se desconozca o donde no sea deseable o necesario comunicarlo.
El uso de un pronombre diferente al tradicional ha sido solicitado por grupos de personas no binarias o de identidades de género diferentes, así como por personas y grupos de personas de géneros binarios o identidades de género tradicionales, para quienes el uso de pronombres adecuados a su identidad es relevante para su identificación y representación. El uso del término ha sido debatido entre especialistas, aunque no ha sido reconocido por la Asociación de Academias de la Lengua Española (ASALE). Por otra parte, la palabra «elle» fue añadida al Observatorio de palabras de la Real Academia Española (RAE) en 2020, aunque fue retirada días después, aclarando que en un futuro «se volverá a valorar». Otros idiomas, como el inglés (they/their/them) o el sueco (hen), han generado términos no binarios equivalentes.

## Origen
El uso de un pronombre neutro ha sido reclamado por personas de género no binario u otras identidades de género que no se sienten cómodas en el uso de los pronombres tradicionales, diferenciados en género masculino y femenino. Diversos expertos han indicado la relevancia del uso de pronombres adecuados como base para el respeto de la identidad, la visibilización y la aceptación de personas no binarias o transgénero, por lo que la creación de un pronombre específico permitiría solucionar el problema de no contar con pronombres adecuados para este grupo de personas.

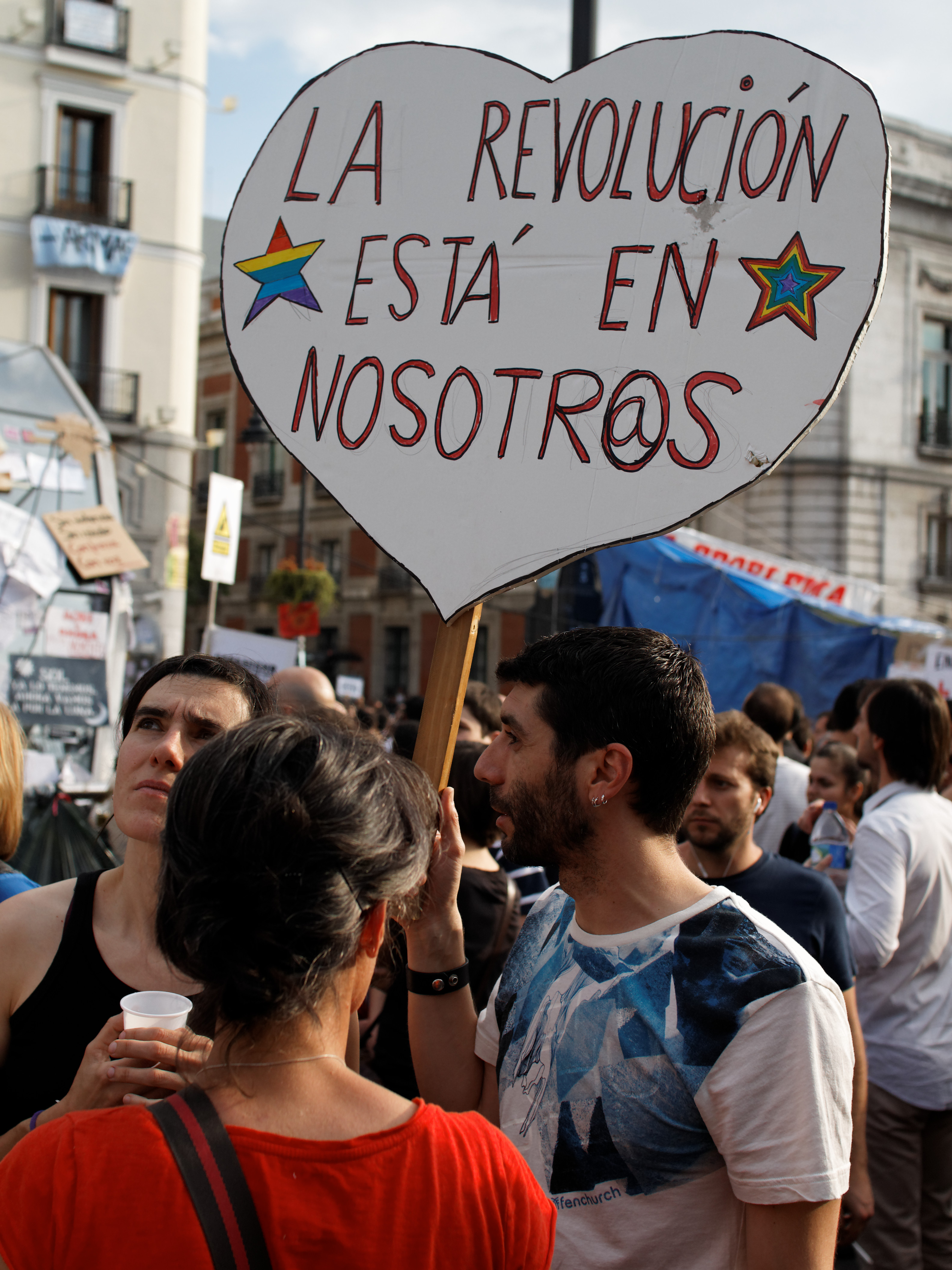
Manifestante con pancarta utilizando la @ en una de las manifestaciones del 15-M en Puerta del Sol, Madrid (España).

Durante los últimos años, la visibilización de personas de géneros diversos y el surgimiento de nuevas formas de comunicación, como sitios de internet, blogs y redes sociales, permitió el surgimiento de nuevas formas de comunicación. Dentro de los primeros usos no binarios está la adopción de la arroba (@) en reemplazo de las terminaciones «a» u «o» del español, que sirven en general para denotar el género gramatical. La arroba, por su forma que parece una superposición de las letras «a» u «o» y su amplia disponibilidad en teclados, se convirtió en uno de los primeros mecanismos de neutralidad de género. No obstante, esto solo ocurre en ámbitos escritos, puesto que no tiene equivalente sonoro que permitiera su pronunciación. Junto con la arroba, también se ha usado la equis («x») para reemplazar el «a» u «o» finales, lo cual ha provocado una «desobediencia lingüística» respecto al género. Así, fueron creados pronombres como ellxs y ell@s. Sin embargo, ambos casos presentaban la imposibilidad de ser pronunciados y generaban dificultades para personas con discapacidad visual que utilizan sistemas electrónicos de comunicación (los que no reconocían estos formatos) y personas con dificultades de aprendizaje como la dislexia.
El uso de «e» como desinencia de género neutro, en reemplazo de los específicos «a» y «o», fue propuesto al menos desde 1976. Esta opción comenzó a expandir su uso varias décadas más tarde como alternativa al uso de la equis y de la arroba. El uso de la «e» permitía solucionar los problemas de pronunciación de las otras alternativas. Así, surgió el uso de la palabra elle como alternativa de pronombre, un punto intermedio entre él y ella, para denotar a las personas no binarias u otros casos donde no fuera necesario marcar el género.

## Debate sobre su uso
El uso del pronombre elle es restringido, siendo utilizado con mayor frecuencia dentro de grupos de diversidades sexuales y de género, y en personas más jóvenes. Sin embargo, su eventual uso ha sido tema de debate entre lingüistas y filólogos.
De acuerdo con quienes proponen su uso, el término elle permite identificar a personas que no se sienten cómodas con otros términos, respetando así la identidad de dichas personas. Según algunos estudios, la inclusión de pronombres neutros en otros idiomas ha favorecido la disminución de actitudes sexistas. Otros expertos indican que el uso de elle también permitiría traducir de forma correcta algunos términos de otros idiomas que no tienen componente de género, ya sea porque esos pronombres neutros ya están en uso (como en el sueco y el inglés) o porque se desea mantener la intención de no comunicar el género por otros motivos.
Por otro lado, algunos lingüistas se han manifestado contrarios a la necesidad de incorporar un pronombre nuevo, indicando que es innecesario porque la neutralidad de género en el idioma español ya existe, solo que está asimilada dentro del masculino genérico. Otros lingüistas se han manifestado contrarios a la adopción del término, indicando que no es factible imponer una palabra dentro del idioma. Dicen que solo con el paso del tiempo podría ser considerado legítimo si es aceptado naturalmente por la mayoría de la sociedad, como ocurre con el resto del lenguaje. La lingüista Carme Junyent i Figueras se manifestó contraria al uso del término, argumentando que era una imposición por parte de grupos minoritarios que «toparán con la realidad», que «se exponen al ridículo» y no generan ninguna simpatía.

### Posición de la Real Academia Española

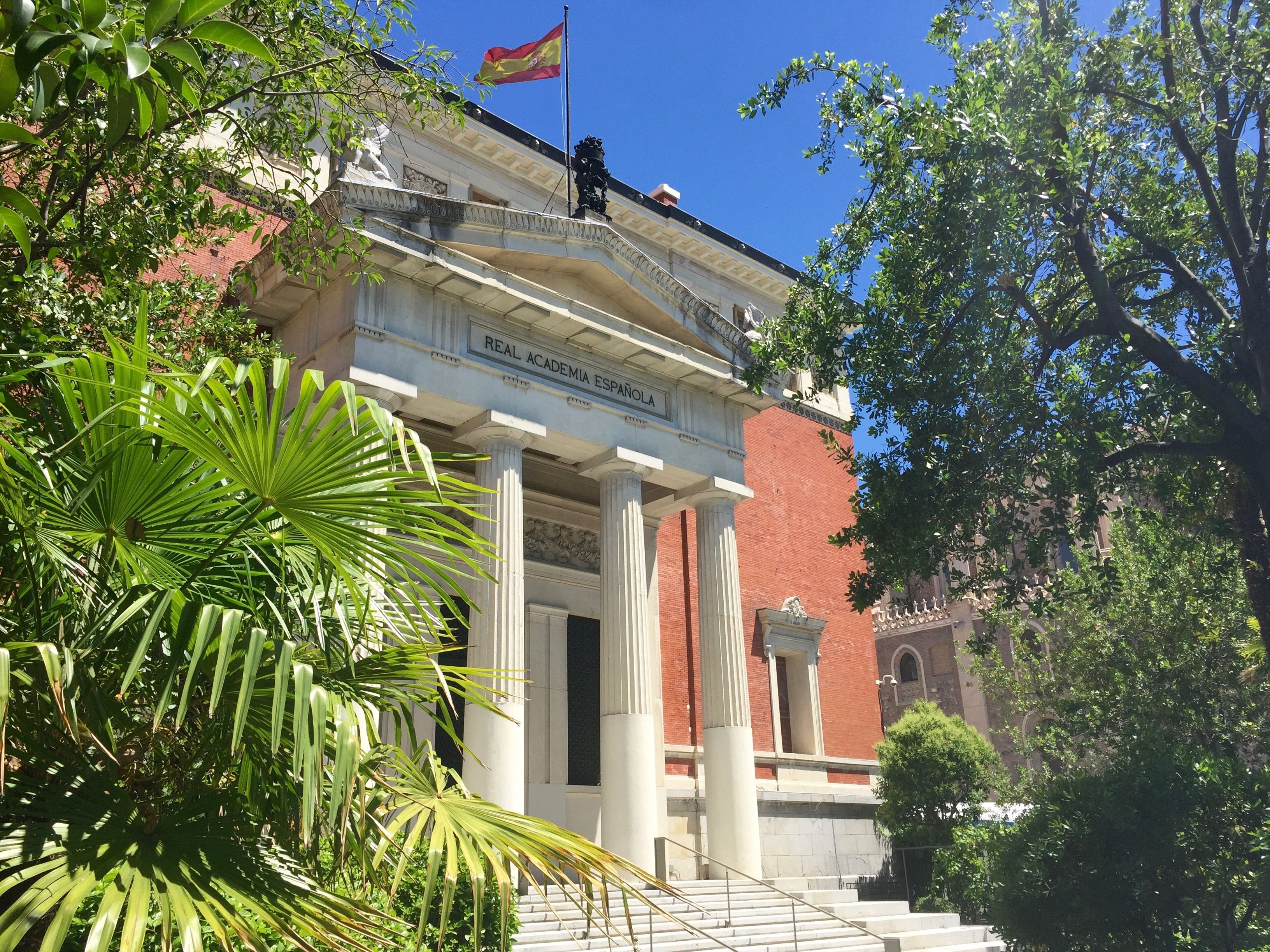
En octubre de 2020, la Real Academia Española incorporó «elle» dentro de su Observatorio de palabras, retirándolo días después.

El 27 de octubre de 2020, la Real Academia Española (RAE) incorporó el pronombre «elle» en su Observatorio de palabras, sección de su sitio web relanzada algunos días previos, con el fin de informar sobre palabras y neologismos no incorporados en el diccionario y que estaban en evaluación, pero que no implicaba aceptación de su uso. En dicha sección, la RAE definió «elle» de la siguiente manera:

El pronombre elle es un recurso creado y promovido en determinados ámbitos para aludir a quienes puedan no sentirse identificados con ninguno [de] los dos géneros tradicionalmente existentes. Su uso no está generalizado ni asentado.
Se recoge el uso de elle como nombre del dígrafo ll en el DLE.

Pese a las indicaciones respecto a las características del Observatorio de palabras, la inclusión del término «elle» generó bastante discusión y confusión. Días más tarde, la RAE decidió retirar la palabra para evitar confusiones respecto a que esta hubiese sido oficializada. Al respecto, la institución declaró: «Cuando se difunda ampliamente el funcionamiento y cometido de esta sección, se volverá a valorar».
En diciembre de 2021, la RAE incluyó el dígrafo en su diccionario, pero sin reconocer el pronombre en la entrada.

### Debate propuesto por la Academia Norteamericana de la Lengua Española
En 2018, un artículo a favor del lenguaje inclusivo publicado por la Agencia EFE en julio de 2018, escrito por Gustavo Gac-Artigas, desencadenó un amplio debate mediante correos electrónicos entre integrantes de la Academia Norteamericana de la Lengua Española (ANLE), debate impulsado por Tina Escaja, numeraria de la ANLE. El hecho llevó a su vez a que la ANLE encomendara a su Centro de Estudios, la realización de un informe sobre la situación del lenguaje inclusivo entre las personas hablantes de español en Norteamérica y otros países. El trabajo fue llevado a cabo por las investigadoras Tina Escaja y Natalia Prunes, quienes recopilaron una serie de trabajos sobre el lenguaje inclusivo, incluyendo el pronombre «elle», que fue publicado por la ANLE en 2021, bajo el título Por un lenguaje inclusivo. Estudios y reflexiones sobre estrategias no sexistas en la lengua española, y fue presentado el 26 de enero de 2022.
Tina Escaja sostuvo que era necesario «cuestionar el posicionamiento dogmático manifestado por la Real Academia Española respecto del lenguaje inclusivo» y explicó que la intención de la selección de textos realizada «era abrir el diálogo para y reflexionar sobre la realidad social, de forma tal de poder plantear estrategias lingüísticas que ayuden a luchar contra de las discriminaciones de género».
El libro hace referencia puntual al uso del pronombre «elle» en dos ocasiones. Por un lado se señala incidentalmente su uso en Argentina por parte del periodismo (pag. 141), y por otro lado Elena Castro, académica de la Universidad del Estado de Luisiana, menciona el tema en el artículo titulado «El traductor de Google no entiende. Forjar inclusión en lenguajes excluyentes», donde escribe:

...surge recientemente una apuesta prometedora, el uso de “elle”. Son ya muchas las personas de género no binario en nuestro país, e incluso varias editoriales, que han empezado a usar “elle” como su preferencia pronominal para tercera persona del plural y también para
tercera persona singular de género indefinido o no normativo que no se reconoce en, o está adscrito a, las categorías identitarias o binarias; y también para aquellos casos en que el pronombre hace referencia a una persona trans. (pag. 292)

## Pronombres neutros en otros idiomas
La discusión respecto a la creación de nuevos pronombres neutros ha sido bastante recurrente en idiomas que tienen marcas de género gramatical.
La Academia Sueca añadió a la edición de 2015 del diccionario oficial de la lengua sueca el pronombre neutro hen como complemento a los pronombres han (él) y hon (ella), que funcionan igual que en español. En Suecia este pronombre es usado para referirse a gente transgénero no binaria, pero también para ocasiones en las que no se quiere revelar el género de la persona en cuestión o cuando el interlocutor considera que esa información es superflua.
En inglés se han propuesto varias opciones, incluyendo jee o ney. La versión más popular, sin embargo, es el uso de they como pronombre singular. Aunque they es más frecuentemente utilizado como el pronombre en tercera persona plural (equivalente tanto a «ellos» y «ellas» en español), también ha tenido históricamente un uso como pronombre neutro para cuando no se debe o puede informar el género de la persona involucrada. Aunque ha generado ciertas resistencias en personas más conservadoras o de mayor edad, hoy es el principal pronombre utilizado por personas que se identifican como no binarias y en 2020 fue identificada por la American Dialect Society como la Palabra de la Década de los Años 2010. También existe it, como pronombre neutro, aunque no suele usarse referido a personas. 
En otros idiomas romances como el español, también ha surgido el debate sobre la inclusión de pronombres y géneros neutros. En el caso del francés, se han propuesto los pronombres iel y on, aunque han sido rechazados por la Academia Francesa, que ha calificado este uso de lenguaje como una «aberración», mientras que el conocido diccionario Le Robert decidió incluirlo en su edición en línea. La Oficina Quebequesa de la Lengua Francesa tiene una postura más neutra, indicando que estos términos se utilizan de forma limitada en ámbitos de la diversidad sexual y de género. En portugués, en tanto, se han propuesto algunos pronombres neutros como el, elu o ilu.